# Méricourt-sur-Somme
Méricourt-sur-Somme là một thị trấn ở tỉnh Somme trong vùng Hauts-de-France, Pháp.

## Địa lý
Thị trấn này tọa lạc trên đường D171, khoảng 13 dặm Anh về phía đông của Amiens, bên bờ sông Somme.

## Dân số
| 1962                                                           | 1968 | 1975 | 1982 | 1990 | 1999 |
| -------------------------------------------------------------- | ---- | ---- | ---- | ---- | ---- |
| 152                                                            | 173  | 147  | 153  | 140  | 164  |
| Số liệu điều tra dân số từ năm 1962, dân số không tính hai lần |      |      |      |      |      |